# SMS Babenberg
O SMS Babenberg foi um navio couraçado pré-dreadnought operado pela Marinha Austro-Húngara e a terceira e última embarcação da Classe Habsburg, depois do SMS Habsburg e SMS Árpád. Sua construção começou em janeiro de 1901 nos estaleiros da Stabilimento Tecnico Triestino em Trieste e foi lançado ao mar em outubro do ano seguinte, sendo comissionado na frota austro-húngara em abril de 1904. Era armado com três canhões de 240 milímetros montados em uma torre de artilharia dupla e outra simples, possuía um deslocamento de quase nove mil toneladas e conseguia alcançar uma velocidade máxima de pouco mais de dezenove nós (36 quilômetros por hora).
O Babenberg passou a maior parte de seu serviço em tempos de paz realizando exercícios junto com seus irmãos e o resto a frota austro-húngara. Durante a Primeira Guerra Mundial, ele deu suporte em agosto de 1914 para a fuga dos cruzadores alemães SMS Goeben e SMS Breslau para o Império Otomano, enquanto em maio de 1915 participou do Bombardeio de Ancona. Pouco fez pelo restante do conflito e foi descomissionado em 1916, passando a atuar como um navio de defesa de costa. O Babenberg foi colocado de volta no serviço em 1918 como um navio de treinamento. Com a derrota da Áustria-Hungria, a embarcação foi entregue ao Reino Unido e desmontada em 1921.

## Características

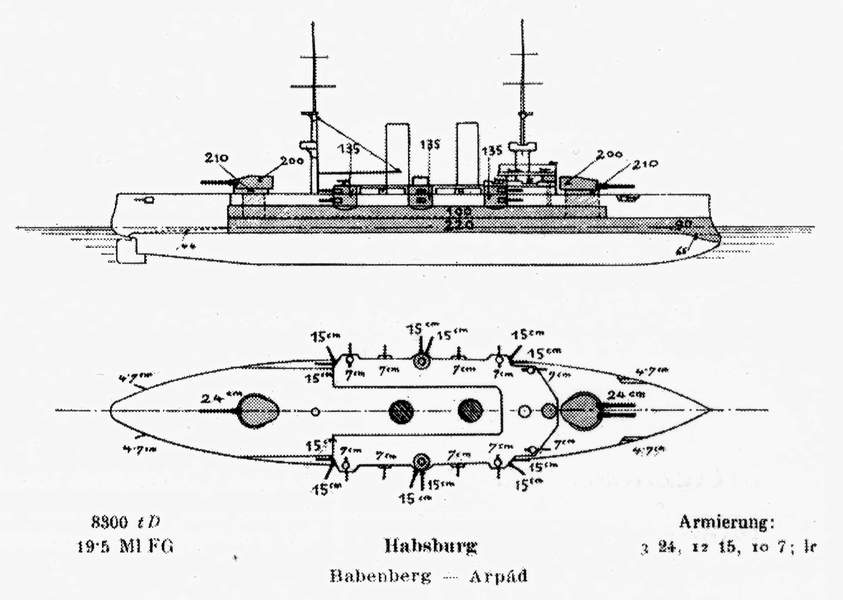
Diagrama da Classe Habsburg

O Babenberg tinha 114,5 metros de comprimento de fora a fora, uma boca de 19,8 metros e calado de 7,5 metros. O navio possuía um deslocamento projetado de 8 364 toneladas, porém esse valor podia chegar em até 8 965 quando totalmente carregado com suprimentos de combate. Seu sistema de propulsão era composto por dezesseis caldeiras Belleville que impulsionavam dois motores de tripla-expansão com quatro cilindros, que por sua vez giravam duas hélices. Esse maquinário era capaz de produzir 16 mil cavalos-vapor (11,8 mil quilowatts) de potência, o que permitia que o Babenberg chegasse a uma velocidade máxima de 19,8 nós (36,7 quilômetros por hora). Sua tripulação era formada por 638 oficiais e marinheiros.
A bateria principal do Babenberg consistia em três canhões L/40 de 240 milímetros. Estes eram do tipo K/01 e foram fabricados pela Škoda-Werken na Boêmia, tendo sido montados em duas torres de artilharia, uma dupla na proa e uma simples na popa. Seus armamentos secundários tinham doze canhões SK L/40 de 150 milímetros instalados em casamatas à meia-nau, dez canhões canhões L/45 de 66 milímetros, seis canhões L/44 de disparo rápido de 47 milímetros e dois canhões L/33 de disparo rápido de 47 milímetros. Também havia dois tubos de torpedo de 450 milímetros. O cinturão de blindagem tinha entre 180 e 220 milímetros de espessura e o convés era protegido por quarenta milímetros. As torres de artilharia eram blindadas com 210 milímetros e possuíam barbetas de 183 milímetros de espessura, enquanto as casamatas eram protegidas por uma blindagem de 88 a 137 milímetros de espessura.

## História

### Tempos de paz
O Babenberg foi o terceiro e último couraçado pré-dreadnought da Classe Habsburg, depois do SMS Habsburg e SMS Árpád. Foi projetado pelo arquiteto naval Siegfried Popper e sua construção começou no dia 19 de janeiro de 1901 nos estaleiros da Stabilimento Tecnico Triestino em Trieste. Ele foi lançado ao mar depois de um ano e meio de construção em 4 de outubro de 1902; foi batizado pela condessa Marianne von Goess, esposa do conde Leopold von Goess, o estatuder de Trieste. Em seguida ele passou pelo processo de equipagem e testes marítimos até ser comissionado na Marinha Austro-Húngara no dia 15 de abril de 1904.
Pouco depois de entrar em serviço, o navio e seus irmãos participaram de exercícios de frota. Durante estas manobras, a Classe Habsburg enfrentou os três navios de defesa de costa da Classe Monarch em uma simulação de combate; foi a primeira vez na história naval austro-húngara que duas esquadras homogêneas de embarcações modernas operaram dentro da marinha. As três embarcações depois disso foram designadas para formarem a 1ª Divisão de Couraçados. Os couraçados da Classe Erzherzog Karl entraram em serviço entre 1906 e 1907 e o Babenberg e seus irmãos foram transferidos para a 2ª Divisão, com a Classe Monarch formando a 3ª Divisão.

### Primeira Guerra
A Primeira Guerra Mundial começou em julho de 1914 e o Babenberg e seus irmãos foram mobilizados, junto com o resto da Marinha Austro-Húngara, com o objetivo de apoiar a fuga dos cruzadores alemães SMS Goeben e SMS Breslau. Os dois estavam servindo no Mediterrâneo quando a guerra começou e estavam tentando deixar a cidade italiana de Messina e escapar para o Império Otomano, ao mesmo tempo fugindo de navios britânicos. A Marinha Austro-Húngara partiu de sua base naval em Pola assim que os alemães deixaram Messina e ela avançou até Brindisi, no sul da Itália, para cobrir os cruzadores, depois retornando em segurança para Pola.
Pouco depois, os couraçados da Classe Habsburg foram transferidos para a 4ª Divisão da 1ª Esquadra de Batalha da frota austro-húngara, depois da entrada em serviço dos novos navios da Classe Tegetthoff. A Itália declarou guerra contra a Áustria-Hungria em maio de 1915 e a Marinha Austro-Húngara realizou logo um grande bombardeio contra Ancona e regiões próximas. O Babenberg e seus irmãos fizeram parte da força principal do ataque, junto com o SMS Erzherzog Franz Ferdinand e os couraçados das classes Erzherzog Karl e Tegetthoff e escoltas, com a embarcação tendo bombardeado diversas instalações elétricas da cidade de Ancona.
O Babenberg foi descomissionado da frota em meados de 1916 e depois disso usado principalmente como um navio de defesa costeira. Sua tripulação foi transferida para integrar equipes de u-boots e da recém criada força aérea. Ele brevemente retornou para o serviço em 1918 como um navio de treinamento para a Academia Naval Austríaca. A Áustria-Hungria foi derrotada na guerra em novembro do mesmo ano com o Armistício de Villa Giusti e, sob os termos do Tratado de Saint-Germain-en-Laye de setembro de 1919, o couraçado foi entregue ao Reino Unido como um prêmio de guerra, sendo por sua vez vendido e desmontado na Itália em 1921.